# Lokoundjé (cours d'eau)
Pour les articles homonymes, voir Lokoundjé.
La Lokoundjé est un fleuve côtier au Cameroun situé dans le département de l'Océan de la Région du Sud.

## Parcours
Le cours d'eau prend sa source dans la commune de Mvengue à près de 900 m d'altitude et arrose la localité de Lolodorf, puis celles de Bipindi et Fifinda dans un parcours très sinueux, et se jette dans l'océan Atlantique.

## Affluents
- Akie
- Tchangue
- Mougue